# Calliptamuloides
Calliptamuloides is een geslacht van rechtvleugeligen uit de familie veldsprinkhanen (Acrididae). De wetenschappelijke naam van dit geslacht is voor het eerst geldig gepubliceerd in 1956 door Dirsh.

## Soorten
Het geslacht Calliptamuloides  is monotypisch en omvat slechts de volgende soort:
- Calliptamuloides minimus (Dirsh, 1956)